# ENGI
ENGI Co., Ltd. (яп. 株式会社ENGI Кабусики-гайся Энги, сокращение образовано от Entertainment Graphic Innovation, с англ. — «Зрелищные графические инновации») — японская анимационная студия, основанная в апреле 2018 года компаниями Kadokawa Corporation, Sammy Corporation и Ultra Super Pictures, и являющая дочерней компанией Kadokawa Corporation.

## История
ENGI была основана 4 апреля 2018 года корпорацией Kadokawa при инвестиционной поддержке со стороны компаний Sammy Corporation и Ultra Super Pictures. Студия начала работу 1 июня 2018 года. Офисы студии располагаются в районе Сугинами, Токио. Тору Кадзио, бывший исполнительный директор компании Q-Tec, занял должность исполнительного директора в новой студии. На 2018 год в состав совета директоров входили Хироси Хориути и Такэси Кикути из Kadokawa Corporation, Сюнъити Окабэ из Glovision, дочерней компании Kadokawa Corporation, и Кэнъити Токумура из Sammy Corporation. С июня 2021 года должность исполнительного директора и президента студии занимает Хироки Ёсиока.
ENGI работает в индустрии аниме прежде всего для акционеров из компаний Kadokawa Corporation, Sammy Corporation и Ultra Super Pictures. Портфолио студии также включает работу над производством телепрограмм, художественных фильмов, анимации для компьютерных игр и игровых автоматов.
В марте 2020 года ENGI открыла в Курасики, префектура Окаяма, свою вторую студию под названием ENGI Kurashiki Studio.

## Работы

### Телесериалы
| Название                                                                         | Режиссёр                       | Период трансляции                      | Примечания                                                                            |
| -------------------------------------------------------------------------------- | ------------------------------ | -------------------------------------- | ------------------------------------------------------------------------------------- |
| Kemono Michi: Rise Up                                                            | Кадзуя Миура                   | 2 октября 2019 г. — 18 декабря 2019 г. | Адаптация манги авторства Нацумэ Акацуки                                              |
| Uzaki-chan Wants to Hang Out!                                                    | Кадзуя Миура                   | 10 июля 2020 г. — 25 сентября 2020 г.  | Адаптация манги авторства Такэ                                                        |
| Full Dive: This Ultimate Next-Gen Full Dive RPG Is Even Shittier than Real Life! | Кадзуя Миура                   | 7 апреля 2021 г. — 23 июня 2021 г.     | Адаптация ранобэ авторства Лайта Тутихи                                               |
| The Detective Is Already Dead                                                    | Манабу Курихара                | 4 июля 2021 г. — 19 сентября 2021 г.   | Адаптация ранобэ авторства Нигодзю                                                    |
| Trapped in a Dating Sim: The World of Otome Games Is Tough for Mobs              | Кадзуя Миура, Синъити Фукумото | 3 апреля 2022 г. — 19 июня 2022 г.     | Адаптация ранобэ авторства Ёму Мисимы                                                 |
| Uzaki-chan Wants to Hang Out! ω                                                  | Кадзуя Миура                   | 1 октября 2022 г. — 24 декабря 2022 г. | Продолжение Uzaki-chan Wants to Hang Out!                                             |
| Management of a Novice Alchemist                                                 | Хироси Икэхата                 | 3 октября 2022 г. — 19 декабря 2022 г. | Адаптация ранобэ авторства Мидзухо Ицуки                                              |
| Kantai Collection: Let’s Meet at Sea                                             | Кадзуя Миура                   | 4 ноября 2022 г. — 25 марта 2023 г.    | Продолжение аниме-сериала Kantai Collection, являющегося адаптацией компьютерной игры |
| Our Dating Story: The Experienced You and the Inexperienced Me                   | Хидэаки Оба                    | 6 октября 2023 г. — 22 декабря 2023 г. | Адаптация ранобэ авторства Макико Нагаоки                                             |
| Unnamed Memory                                                                   | Кадзуя Миура                   | 9 апреля 2024 г. — 25 июня 2024 г.     | Адаптация ранобэ авторства Кудзи Фурумии                                              |
| «Медалистка»                                                                     | Ясутака Ямамото                | 5 января 2025 г. — 30 марта 2025 г.    | Адаптация манги авторства Цурумаикады                                                 |

### ONA
| Название       | Режиссёр       | Период трансляции                  | Примечания                            |
| -------------- | -------------- | ---------------------------------- | ------------------------------------- |
| Odekake Kozame | Марина Маки    | 1 августа 2023 г. — 10 мая 2024 г. | Адаптация манги авторства Penguin Box |
| Gamera Rebirth | Хироюки Сэсита | 7 сентября 2023 г.                 | На основе франшизы о Гамере           |